# Leptothorax grisoni
Leptothorax grisoni är en myrart som beskrevs av Auguste-Henri Forel 1916. Leptothorax grisoni ingår i släktet smalmyror, och familjen myror. Inga underarter finns listade i Catalogue of Life.